# Alfred Proksch
Alfred Proksch (8 de marzo de 1891 – 3 de enero de 1981) fue un oficial austriaco del Partido Nazi que ocupó temporalmente el cargo de líder de dicho partido en Austria. En 1934, se trasladó a la Alemania nazi, pero tras el Anschluss, volvió a Austria, donde desempeñó el rol de Fideicomisario del Trabajo entre 1938 y 1945.

## Vida
Proksch se alistó en el Regimiento de Infantería Kaiser nº 1 del ejército austrohúngaro en 1910 y en la Academia Ferroviaria de Linz en 1912, antes de trabajar en los ferrocarriles públicos. Regresó al ejército en 1914 con el Regimiento de Infantería nº 91 y entró en acción durante la Primera Guerra Mundial en Polonia y Rusia. La primera vez que se involucró en política fue en 1912, cuando se afilió al Partido Obrero Alemán y trabajó en nombre del partido en Silesia y Moravia.
Tras su servicio en la guerra, Proksch se instaló en la ahora mucho más pequeña Austria y regresó a la política reincorporándose al rebautizado Deutsche Nationalsozialistische Arbeiterpartei. Proksch conoció a Adolf Hitler ya en 1919 y desde entonces se convirtió en un fiel seguidor. Ese mismo año, Proksch fundó el partido nazi en Linz, en la Alta Austria. También fundó el periódico del partido Linzer Volksstimme (1923) y la editorial NSP-Verlag (1926). En 1922, Proksch se alió con los nacionalsocialistas de Passau para luchar contra los izquierdistas de Linz. Más tarde, fue un orador destacado en Passau y otras ciudades de la Baja Baviera. También formó parte del Ayuntamiento de Linz como presidente de la facción nazi desde julio de 1923 hasta enero de 1932.
El 29 de agosto de 1926, Hitler designó a Proksch como Gauleiter de la Alta Austria, posición que mantuvo hasta junio de 1927. En 1928, fue nombrado Landesleiter adjunto (jefe de estado) para toda Austria. El 6 de junio de 1931, ascendió a Landesleiter, rol que desempeñó hasta el 23 de junio de 1933, aunque gran parte del poder estaba en manos del alemán Theodor Habicht, el representante personal de Hitler. No obstante, Proksch ejerció una notable influencia en las finanzas del partido, siendo reconocido por saldar una deuda de 30.000 chelines. Tras la prohibición del Partido Nazi en Austria, huyó a Alemania el 24 de junio de 1933. Se estableció en Múnich, donde fue designado adjunto de Habicht, quien continuó siendo responsable de la política austriaca. Proksch regresó a Austria justo a tiempo para participar en el intento de golpe de Estado de 1934, que resultó en el asesinato de Engelbert Dollfuss. En julio de ese mismo año, se le otorgó el título honorífico de Gauleiter. De vuelta en Alemania, obtuvo la nacionalidad alemana en 1935. En marzo de 1936, fue elegido diputado del Reichstag por el distrito electoral 34, Hamburgo, y en abril de 1938 pasó a representar al distrito 8, Liegnitz.
Dada la posición de Proksch como leal a Hitler, su perfil se elevó tras el Anschluss. Ingresó en la Sturmabteilung (SA) como SA-Gruppenführer en junio de 1938 y fue ascendido a SA-Obergruppenführer el 20 de abril de 1943. El 15 de junio de 1938 fue nombrado Fideicomisario del Trabajo para el área económica de toda Austria. Tras la subdivisión de esta zona, el 21 de octubre de 1940 fue nombrado Fideicomisario de Trabajo del Reich para Viena y la Baja Austria, ejerciendo también como Presidente de la Oficina de Trabajo de Viena hasta mayo de 1945. Detenido en mayo de 1945, fue internado, juzgado por el Tribunal Popular de Viena y condenado a cuatro años de trabajos forzados. Tras su liberación, trabajó como obrero hasta 1956.